# Samuel Matete
Samuel Matete (Chingola, 27 juli 1968) is een voormalige Zambiaanse atleet, die gespecialiseerd was in de 400 m horden. Hij werd wereldkampioen, Afrikaans kampioen en heeft het Afrikaanse record in handen in deze discipline. Begin jaren negentig stond hij bekend om zijn buitengewone snelle finish. Viermaal nam hij deel aan de Olympische Spelen (1988, 1992, 1996 en 2000) en hij won hierbij één zilveren medaille. Bij zijn laatste olympische optreden was hij de vlaggendrager van zijn vaderland bij de openingsceremonie.

## Biografie

### Jeugd
Matete studeerde aan de Auburn universiteit in Alabama en trainde hier samen met Amerikaanse atleten. In 1988 werd hij vijfde op de wereldkampioenschappen voor junioren in Sudbury, Ontario. Hij nam toen ook deel aan de 400 m, maar werd hierbij uitgeschakeld in de halve finale.

### Senioren
Zijn eerste succes boekte Samuel Matete in 1991 door op de wereldkampioenschappen in Tokio de 400 m horden te winnen. Hiermee was hij de eerste Zambiaanse atleet, die wereldkampioen werd. Met een tijd van 47,64 s versloeg hij de Jamaicaan Winthrop Graham (zilver; 47,74) en de Brit Kriss Akabus (borns; 47,86). Vlak voor de WK verbeterde hij zijn persoonlijk record tot 47,10 bij de Weltklasse Zürich. Dit gold toen als tweede tijd ooit gelopen. Alleen Edwin Moses was toentertijd sneller, die sinds 1983 het wereldrecord in handen had met 47,02.
In 1994 won Matete een gouden medaille bij de Gemenebestspelen in Victoria. Met een tijd van 48,67 versloeg hij de Kenianen Gideon Biwott (zilver; 49,43) en Barnabas Kinyor (brons; 49,50).
Op de Olympische Spelen van 1996 in Atlanta won hij een zilveren medaille op de 400 m horden. Met een tijd van 47,78 eindigde hij achter de Amerikaan Derrick Adkins (goud; 47,54) en voor de Amerikaan Calvin Davis (brons; 47,96). Twee jaar later won hij in deze discipline een gouden medaille bij de Afrikaanse kampioenschappen in Dakar.

## Titels
- Wereldkampioen 400 m horden - 1991
- Gemenebestkampioen 400 m horden - 1994
- Afrikaans kampioen 400 m horden - 1998

## Persoonlijke records
Outdoor
| Onderdeel    | Prestatie           | Datum            | Plaats |
| ------------ | ------------------- | ---------------- | ------ |
| 100 m        | 10,77 s             | 1989             |        |
| 200 m        | 21,04 s             | 1989             |        |
| 400 m        | 44,88 s (nat. rec.) | 6 september 1991 | Rieti  |
| 400 m horden | 47,10 s (AR)        | 7 augustus 1991  | Zürich |

Indoor
| Onderdeel | Prestatie           | Datum            | Plaats       |
| --------- | ------------------- | ---------------- | ------------ |
| 400 m     | 46,83 s (nat. rec.) | 9 september 1998 | Indianapolis |

## Prestaties

### Kampioenschappen
| Jaar | Wedstrijd                  | Plaats          | Resultaat | Tijd    |
| ---- | -------------------------- | --------------- | --------- | ------- |
| 1988 | WK junioren                | Sudbury         | 5e        | 51,70 s |
| 1990 | Grand Prix Finale          | Athene          | 1e        | 47,91 s |
| 1991 | WK                         | Tokio           | 1e        | 47,64   |
| 1992 | Wereldbeker                | Havana          | 1e        | 48,88 s |
|      | Grand Prix Finale          | Turijn          | 3e        | 48,34 s |
| 1993 | WK                         | Stuttgart       | 2e        | 47,60 s |
| 1994 | Gemenebestspelen           | Victoria        | 1e        | 48,67 s |
|      | Goodwill Games             | Sint-Petersburg | 2e        | 47,98 s |
|      | Grand Prix Finale          | Parijs          | 1e        | 48,02 s |
|      | Wereldbeker                | Londen          | 1e        | 48,77 s |
| 1995 | WK                         | Göteborg        | 2e        | 48,03 s |
| 1996 | Olympische Spelen          | Atlanta         | 2e        | 47,78 s |
|      | Grand Prix Finale          | Milaan          | 3e        | 48,73 s |
| 1997 | WK                         | Athene          | 5e        | 48,11 s |
|      | Grand Prix Finale          | Fukuoka         | 1e        | 48,08 s |
| 1998 | Afrikaans kampioenschappen | Dakar           | 1e        | 48,58 s |
|      | Grand Prix Finale          | Moskou          | 3e        | 48,73 s |
|      | Wereldbeker                | Johannesburg    | 1e        | 48,08 s |
| 2000 | Grand Prix Finale          | Doha            | 3e        | 48,71 s |

### Golden League-podiumplekken
| Jaar | Wedstrijd          | Plaats  | Resultaat | Tijd    |
| ---- | ------------------ | ------- | --------- | ------- |
| 1998 | Golden Gala        | Rome    | 3e        | 48,61 s |
|      | Weltklasse Zürich  | Zürich  | 3e        | 48,67 s |
|      | Memorial Van Damme | Brussel | 3e        | 48,62 s |
| 2000 | Bislett Games      | Oslo    | 2e        | 48,90 s |
|      | Memorial Van Damme | Brussel | 3e        | 48,77 s |
|      | ISTAF              | Berlijn | 2e        | 48,38 s |